# 600 Musa
600 Musa este un asteroid din centura principală, descoperit pe 14 iunie 1906, de Joel Metcalf.